# Stordalen
Stordalen este o arie protejată (arie specială de conservare — SAC, sit de importanță comunitară — SCI) din Suedia întinsă pe o suprafață de 1.135 ha, integral pe uscat.

## Localizare
Centrul sitului Stordalen este situat la coordonatele 68°21′26″N 19°01′53″E / 68.3573°N 19.0314°E.

## Înființare
Situl Stordalen a fost declarat sit de importanță comunitară în decembrie 1995 pentru a proteja 1 specie de animale. Situl a fost protejat și ca arie specială de conservare în decembrie 2009.

## Biodiversitate
Situată în ecoregiunea alpină, aria protejată conține 6 habitate naturale: Mlaștini alcaline, Păduri nordice subalpine/subarctice cu Betula pubescens ssp. czerepanovii, Ape stătătoare oligotrofe până la mezotrofe, cu vegetație de Littorelletea uniflorae și/sau de Isoëto-Nanojuncetea, Pajiști alpine și subalpine calcaroase, Turbării Palsa, Tufărișuri subarctice cu Salix spp..
La baza desemnării sitului se află o specie protejată de  mamifere: vidră de râu (Lutra lutra).